# Mesosa
Mesosa es un género de escarabajos longicornios de la subfamilia Lamiinae.

## Ejemplares del género

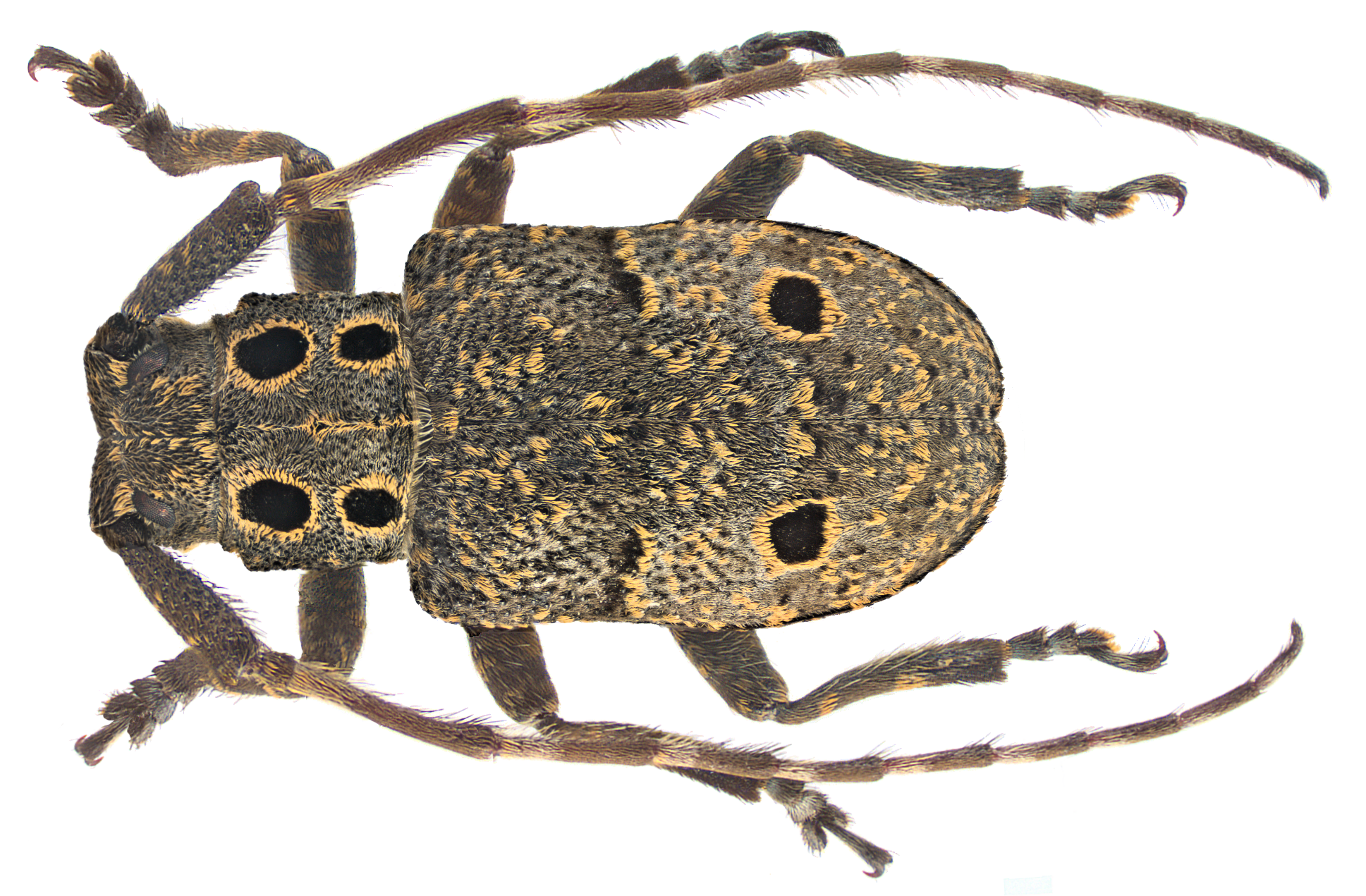
Mesosa curculionoides
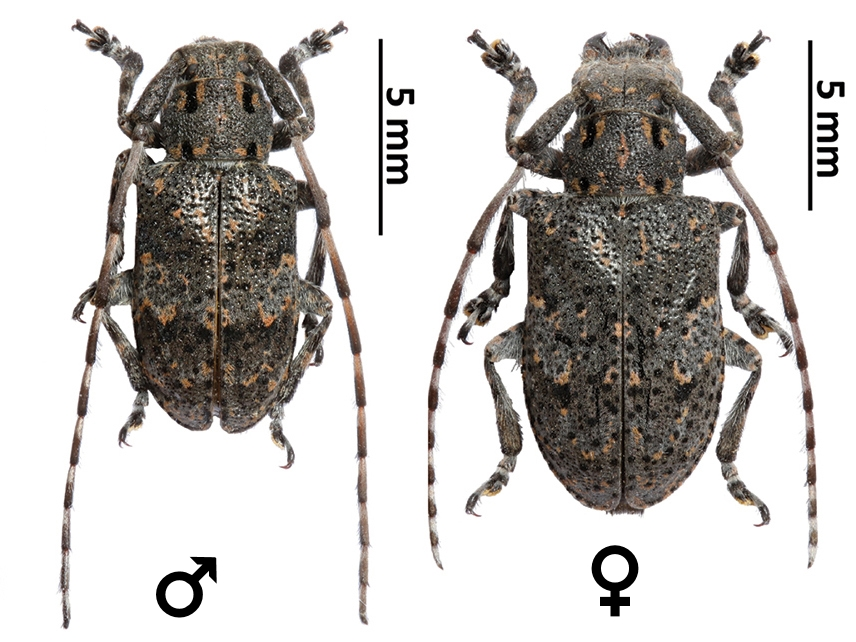
Mesosa myops
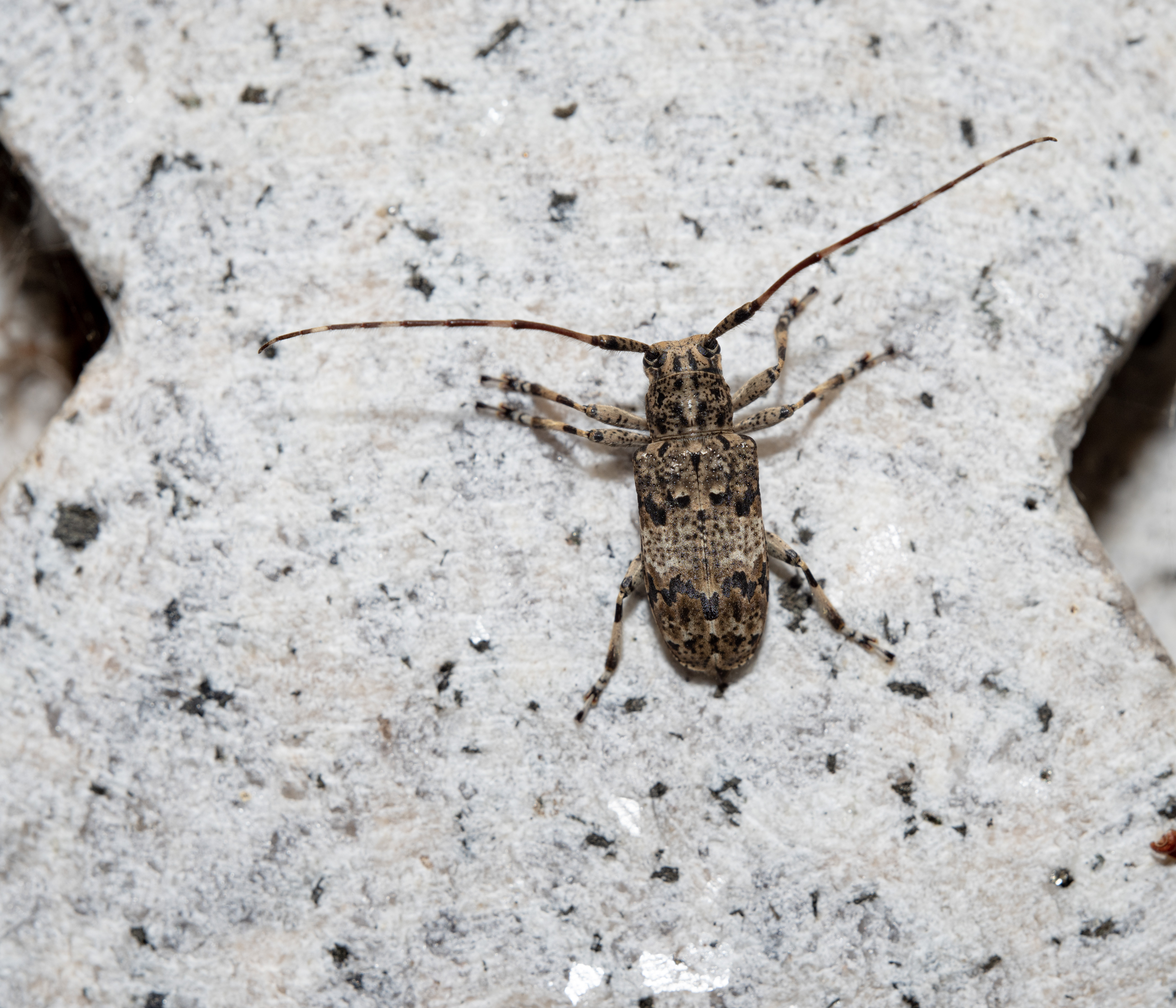
Mesosa longipennis
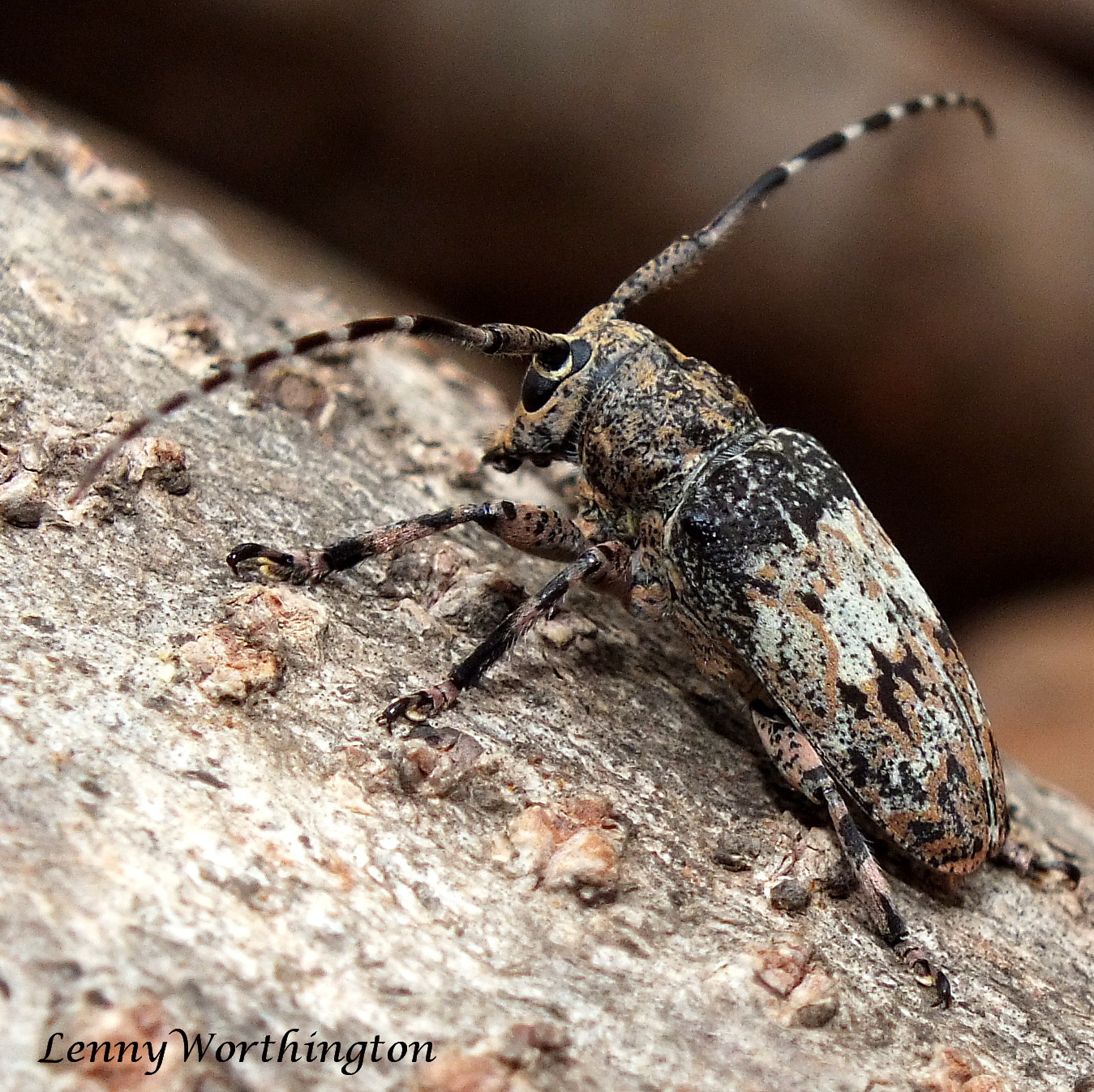
Mesosa postmarmorata
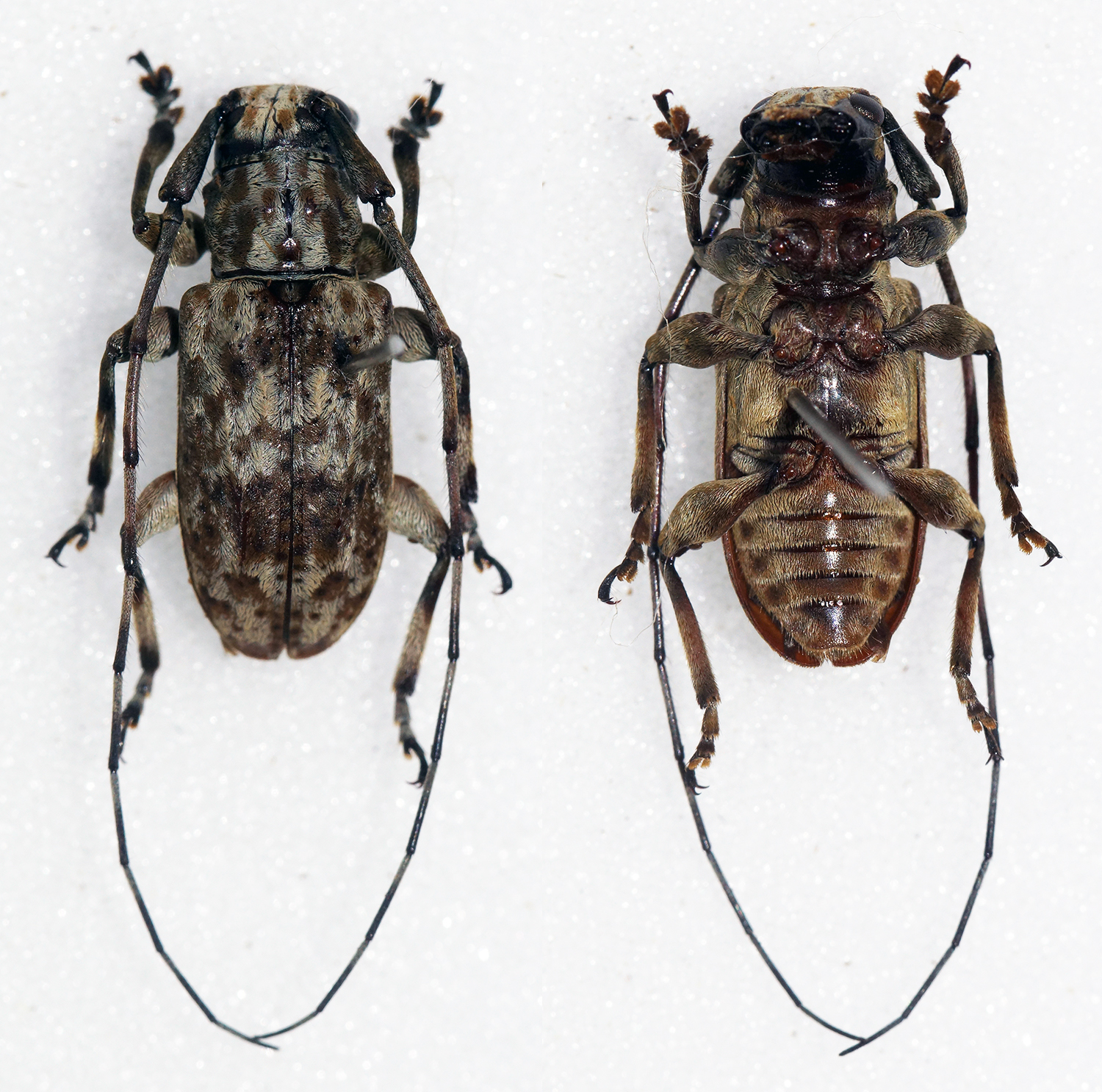
Mesosa revoluta
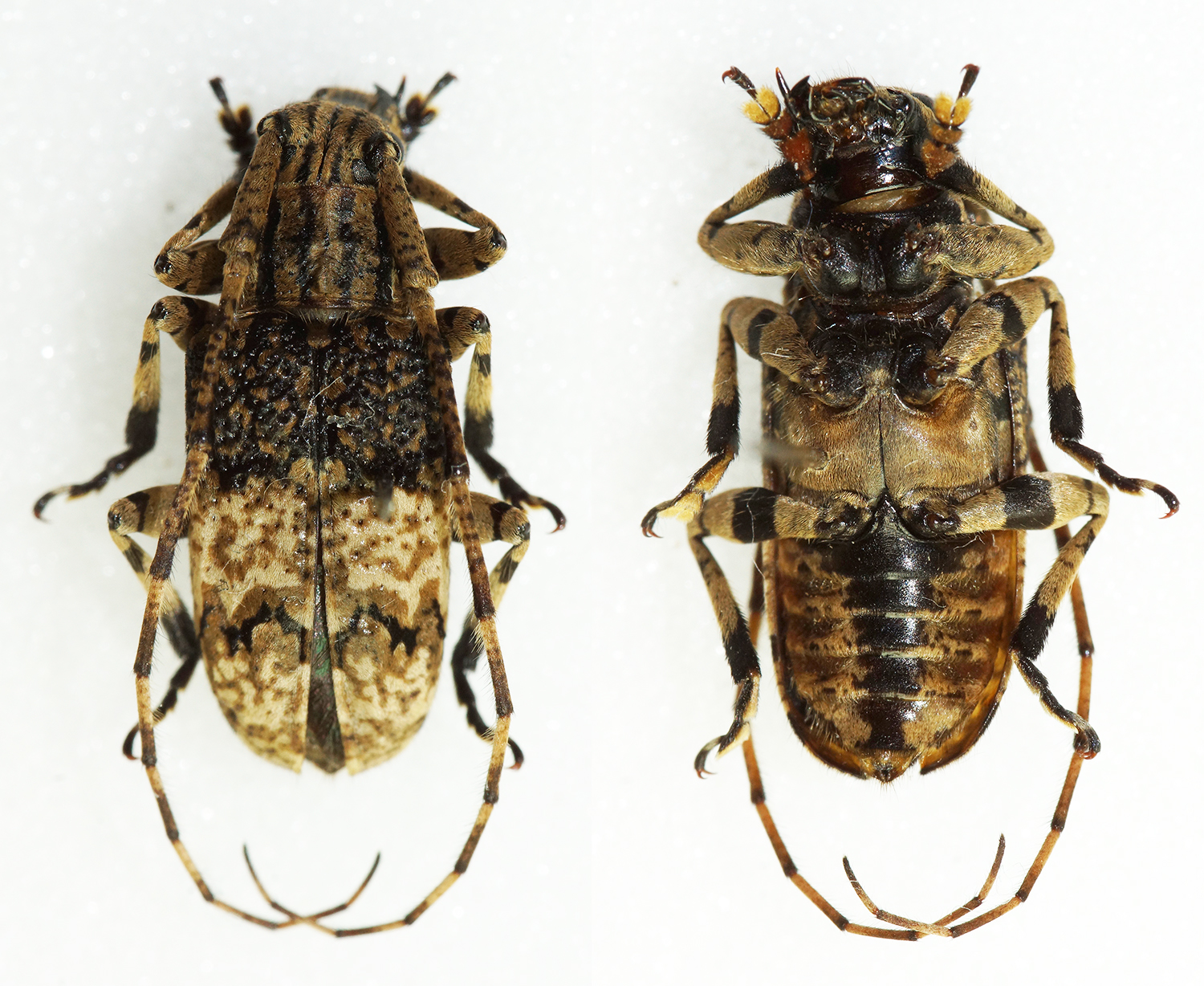
Mesosa irrorata
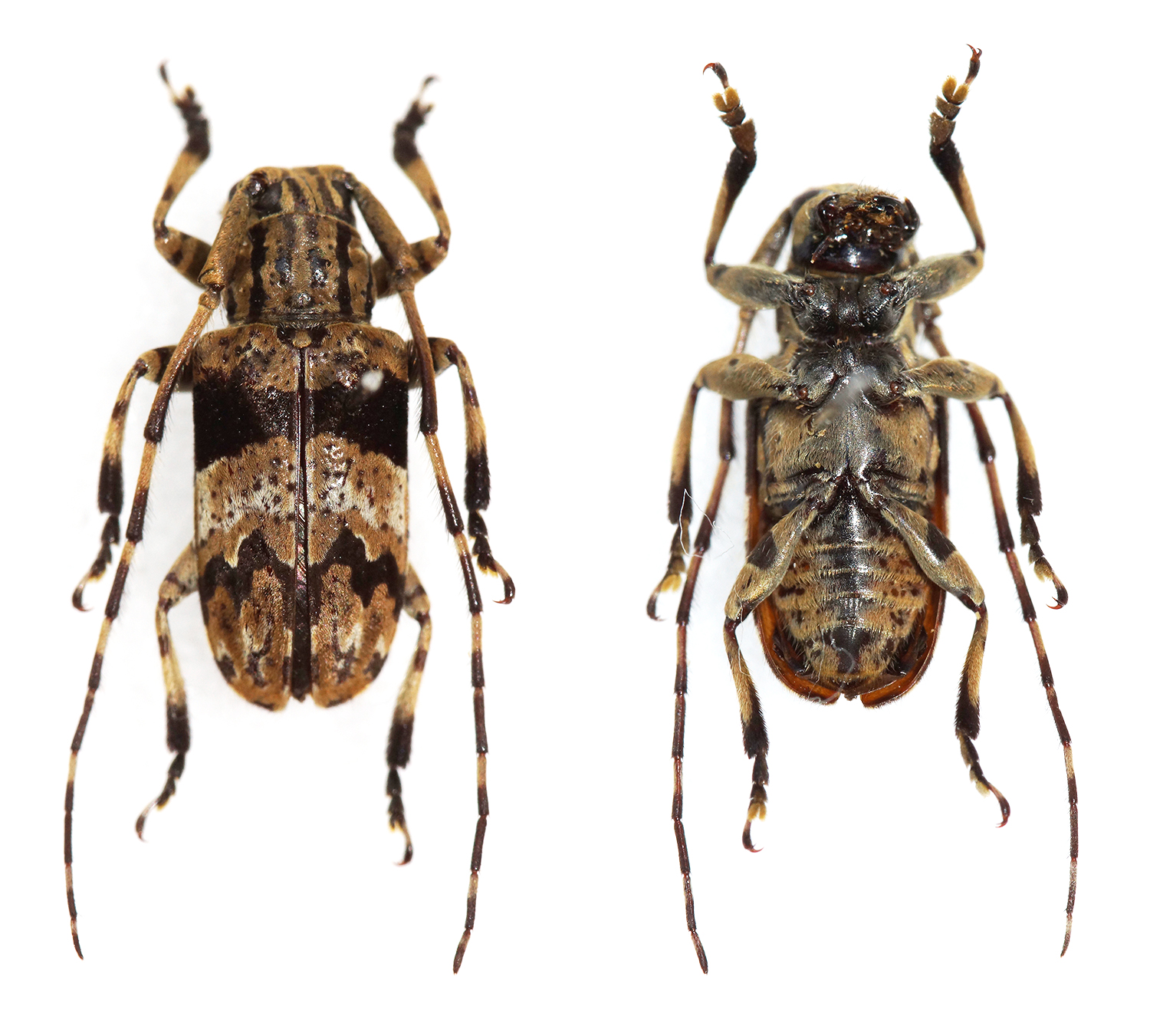
Mesosa nigrofasciaticollis
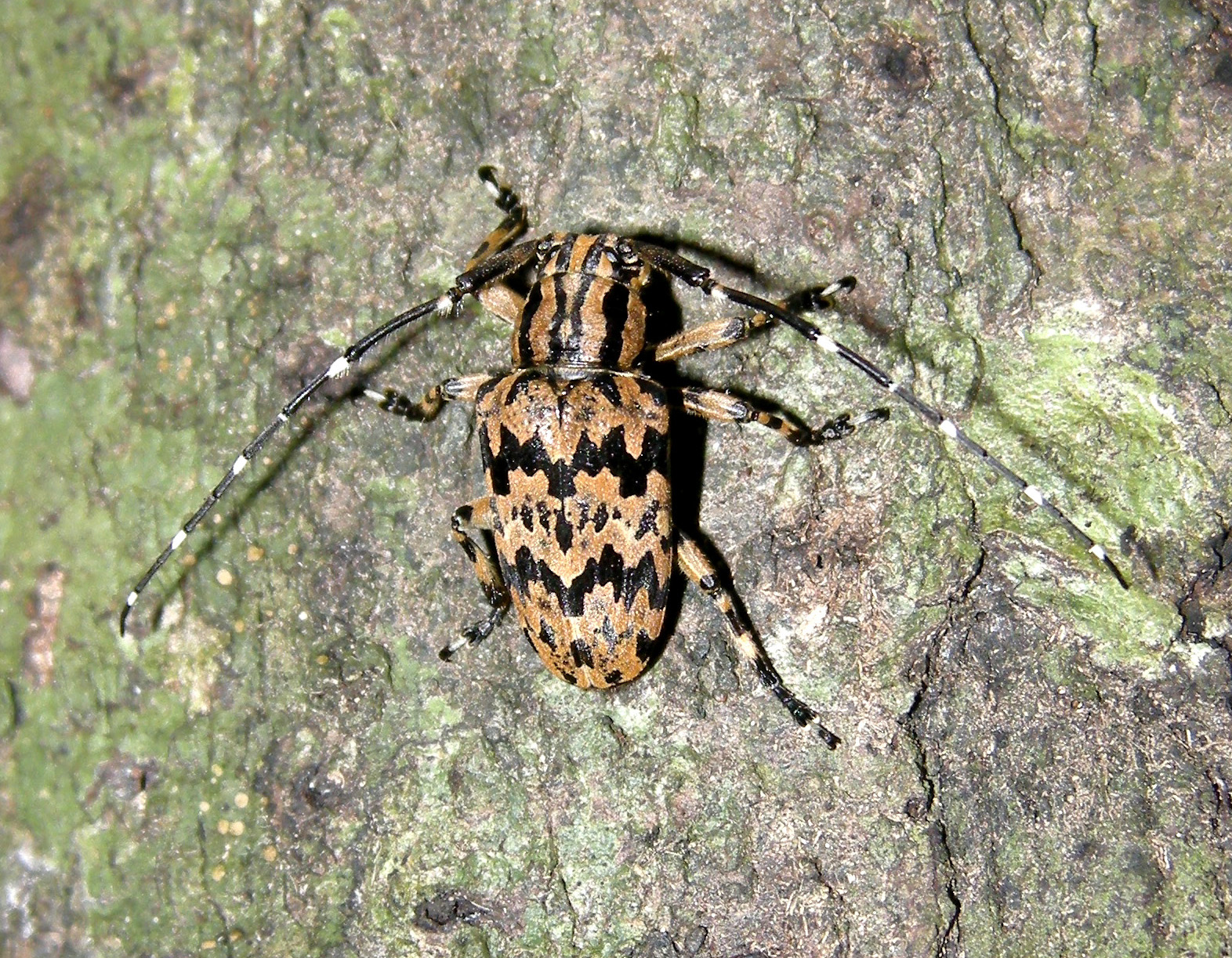
Mesosa sp.

## Especies
- Mesosa affinis Breuning, 1936
- Mesosa affinis nepalica Holzschuh, 2003
- Mesosa albidorsalis (Pascoe, 1865)
- Mesosa albofasciata (Breuning, 1935)
- Mesosa albomarmorata Breuning, 1939
- Mesosa alternata (Breuning, 1936)
- Mesosa anancyloides Breuning & Chûjô, 1962
- Mesosa andrewsi Gressitt, 1942
- Mesosa angusta Gressitt, 1951
- Mesosa atrostigma Gressitt, 1942
- Mesosa basinodosa Pic, 1925
- Mesosa bifasciata Breuning, 1938
- Mesosa bifasciatipennis Breuning, 1960
- Mesosa bimaculata Breuning, 1936
- Mesosa binigrovittata Breuning, 1942
- Mesosa binigrovitticollis Breuning, 1966
- Mesosa binigrovittipennis Breuning, 1968
- Mesosa biplagiata (Breuning, 1935)
- Mesosa bipunctata Chiang, 1952
- Mesosa blairi (Breuning, 1935)
- Mesosa chassoti Breuning, 1970
- Mesosa cheni Gressitt, 1951
- Mesosa cribrata Bates, 1884
- Mesosa cribrata kirisimana Matsushita, 1943
- Mesosa curculionoides (Linné, 1761)
- Mesosa diabolica Yamasako & Bi, 2022
- Mesosa enodata Holzschuh, 2018
- Mesosa fruhstorferi Breuning, 1968
- Mesosa griseiventris (Breuning, 1938)
- Mesosa griseomarmorata Breuning, 1939
- Mesosa guttigera Holzschuh, 2018
- Mesosa harmandi Breuning, 1970
- Mesosa hirsuta albihirsuta Kusama & Takakuwa, 1984
- Mesosa hirsuta Bates, 1884
- Mesosa hirsuta brevihirsuta Makihara, 1980
- Mesosa hirsuta continentalis Hayashi, 1965
- Mesosa hirsuta konishii Hayashi, 1965
- Mesosa hyunchaei Yamasako & Hasegawa, 2009
- Mesosa inaequalipennis Pic, 1944
- Mesosa incongrua Pascoe, 1885
- Mesosa indica (Breuning, 1935)
- Mesosa innodosa Pic, 1925
- Mesosa irrorata Gressitt, 1939
- Mesosa japonica Bates, 1873
- Mesosa jarzabekae Danilevsky & Müller, 2016
- Mesosa kalaoensis (Breuning, 1938)
- Mesosa kanarensis Breuning, 1948
- Mesosa kuntzeni Matsushita, 1933
- Mesosa laosica Breuning, 1964
- Mesosa lata Breuning, 1956
- Mesosa laterialba (Breuning, 1936)
- Mesosa latifasciata White, 1858
- Mesosa lineata Breuning, 1939
- Mesosa longipennis Bates, 1873
- Mesosa medana Breuning, 1954
- Mesosa medioalbofaciata Breuning, 1969
- Mesosa mediofasciata Breuning, 1942
- Mesosa mouhoti Breuning, 1970
- Mesosa multinigrosignata Breuning, 1974
- Mesosa myops (Dalman, 1817)
- Mesosa nebulosa (Fabricius, 1781)
- Mesosa nebulosa algerica (Pic, 1898)
- Mesosa niasica (Breuning, 1935)
- Mesosa nigrofasciaticollis Breuning, 1968
- Mesosa nigrosignata Breuning, 1939
- Mesosa nomurai Hayashi, 1964
- Mesosa obscura Gahan, 1894
- Mesosa obscuricornis Pic, 1894
- Mesosa ornata (Gahan, 1894)
- Mesosa pardina (Heller, 1926)
- Mesosa persimilis Breuning, 1936
- Mesosa pictipes Gressitt, 1937
- Mesosa pictipes miyamotoi Hayashi, 1956
- Mesosa pictipes nakabayashii Fujita, 2023
- Mesosa pictipes yayeyamai Breuning, 1955
- Mesosa pieli Pic, 1936
- Mesosa plurinigrosignata Breuning, 1982
- Mesosa pontianakensis Breuning, 1967
- Mesosa postfasciata Breuning, 1974
- Mesosa postmarmorata Breuning, 1965
- Mesosa quadriplagiata (Breuning, 1935)
- Mesosa revoluta (Pascoe, 1865)
- Mesosa rosa coorgensis Breuning, 1968
- Mesosa rosa Karsch, 1882
- Mesosa rupta (Pascoe, 1862)
- Mesosa senilis Bates, 1884
- Mesosa setulosa Breuning, 1938
- Mesosa siamensis (Breuning, 1938)
- Mesosa sikkimensis Breuning, 1935
- Mesosa sinica (Gressitt, 1939)
- Mesosa sparsenotata Pic, 1922
- Mesosa stictica Blanchard, 1871
- Mesosa subbifasciata Breuning, 1974
- Mesosa subfasciata Gahan, 1894
- Mesosa subrupta Breuning, 1968
- Mesosa subtenuefasciata Breuning, 1968
- Mesosa sumatrana (Breuning, 1936)
- Mesosa tenuefasciata Pic, 1926
- Mesosa tricolor Breuning, 1955
- Mesosa undata (Fabricius, 1793)
- Mesosa undulatofasciata Breuning, 1955
- Mesosa vagemarmorata Breuning, 1961
- Mesosa yunnana (Breuning, 1938)